# Giulio Sacchetti, III marchese di Castelromano
Giulio Sacchetti, III marchese di Castelromano (Roma, 1710 – Lione, 14 dicembre 1782), è stato un nobile italiano.

## Biografia
Nato nel 1710, Giulio era figlio di Matteo Sacchetti, I marchese di Castelromano (già III marchese di Castel Rigattini) e di sua moglie, Clelia Orsini de' Cavalieri.
Col progressivo declino della sua famiglia nel Settecento, coinciso dal distacco dalla dinastia dei Barberini con cui i Sacchetti avevano goduto di notevole fortuna, Giulio prese la non semplice decisione di trasferirsi in Francia. La famiglia, tradizionalmente inclusa tra i marchesi di baldacchino romani, abbandonò quindi la corte romana e gli incarichi ad essa connessi anche a fronte della copiosa vendita di proprietà operata nella prima parte del secolo da Giovanni Battista, fratello e predecessore di Giulio, a cui egli succedette nei titoli paterni alla sua prematura scomparsa nel 1759.
Morì a Lione nel 1780.

## Matrimonio e figli
Giulio sposò nel 1765 Maddalena Azan (1742 - 1810). La coppia ebbe tre figli:
- Scipione (1767 - 1840), IV marchese di Castelromano, sposò nel 1793 Eleonora Cenci Bolognetti
- Clelia (1768 - 1848), sposò nel 1794 il marchese Luigi Cadorna Albini Vitaliano[3]
- Vittoria (1770 - 29 marzo 1824), monaca salesiana "suor Marianna Teresa" in Roma dal 1796[4]

## Ascendenza
|                                                              |                             |                                    | Genitori                           |  |  | Nonni |  |  | Bisnonni                                         |  |  | Trisnonni                   |  |
|                                                              |                             |                                    |                                    |  |  |       |  |  | Matteo Sacchetti, I marchese di Castel Rigattini |  |  | Giovanni Battista Sacchetti |  |
|                                                              |                             |                                    |                                    |  |  |       |  |  | Matteo Sacchetti, I marchese di Castel Rigattini |  |  | Giovanni Battista Sacchetti |  |
|                                                              |                             | Francesca Altoviti                 |                                    |  |  |       |  |  | Matteo Sacchetti, I marchese di Castel Rigattini |  |  |                             |  |
| Giovanni Battista Sacchetti, II marchese di Castel Rigattini |                             |                                    |                                    |  |  |       |  |  | Matteo Sacchetti, I marchese di Castel Rigattini |  |  |                             |  |
|                                                              |                             | Cassandra Ricasoli Rucellai        | …                                  |  |  |       |  |  |                                                  |  |  |                             |  |
|                                                              |                             | Cassandra Ricasoli Rucellai        | …                                  |  |  |       |  |  |                                                  |  |  |                             |  |
|                                                              |                             | Cassandra Ricasoli Rucellai        | …                                  |  |  |       |  |  |                                                  |  |  |                             |  |
| Matteo Sacchetti, I marchese di Castelromano                 |                             | Cassandra Ricasoli Rucellai        |                                    |  |  |       |  |  |                                                  |  |  |                             |  |
|                                                              |                             | Donato Acciaiuoli                  | Ottaviano Acciaiuoli               |  |  |       |  |  |                                                  |  |  |                             |  |
|                                                              |                             | Donato Acciaiuoli                  | Ottaviano Acciaiuoli               |  |  |       |  |  |                                                  |  |  |                             |  |
|                                                              |                             | Donato Acciaiuoli                  | Maria Acciaiuoli                   |  |  |       |  |  |                                                  |  |  |                             |  |
| Caterina Acciaiuoli                                          |                             | Donato Acciaiuoli                  |                                    |  |  |       |  |  |                                                  |  |  |                             |  |
|                                                              |                             | Anna Maria Altoviti                | Giambattista Altoviti              |  |  |       |  |  |                                                  |  |  |                             |  |
|                                                              |                             | Anna Maria Altoviti                | Giambattista Altoviti              |  |  |       |  |  |                                                  |  |  |                             |  |
|                                                              |                             | Anna Maria Altoviti                | …                                  |  |  |       |  |  |                                                  |  |  |                             |  |
| Giulio Sacchetti, III marchese di Castelromano               |                             | Anna Maria Altoviti                |                                    |  |  |       |  |  |                                                  |  |  |                             |  |
|                                                              | Emilio Orsini de' Cavalieri | Gaspare Orsini de' Cavalieri       |                                    |  |  |       |  |  |                                                  |  |  |                             |  |
|                                                              | Emilio Orsini de' Cavalieri | Gaspare Orsini de' Cavalieri       |                                    |  |  |       |  |  |                                                  |  |  |                             |  |
|                                                              | Emilio Orsini de' Cavalieri | Girolama Paluzzi Albertoni         |                                    |  |  |       |  |  |                                                  |  |  |                             |  |
| Francesco Orsini de' Cavalieri                               | Emilio Orsini de' Cavalieri |                                    |                                    |  |  |       |  |  |                                                  |  |  |                             |  |
|                                                              |                             | Clelia Sannesi                     | …                                  |  |  |       |  |  |                                                  |  |  |                             |  |
|                                                              |                             | Clelia Sannesi                     | …                                  |  |  |       |  |  |                                                  |  |  |                             |  |
|                                                              |                             | Clelia Sannesi                     | …                                  |  |  |       |  |  |                                                  |  |  |                             |  |
| Clelia Orsini de' Cavalieri                                  |                             | Clelia Sannesi                     |                                    |  |  |       |  |  |                                                  |  |  |                             |  |
|                                                              |                             | Mario, conte di Carpegna           | Francesco Maria, conte di Carpegna |  |  |       |  |  |                                                  |  |  |                             |  |
|                                                              |                             | Mario, conte di Carpegna           | Francesco Maria, conte di Carpegna |  |  |       |  |  |                                                  |  |  |                             |  |
|                                                              |                             | Mario, conte di Carpegna           | Isabella Orsini                    |  |  |       |  |  |                                                  |  |  |                             |  |
| Vittoria Ludovica di Carpegna                                |                             | Mario, conte di Carpegna           |                                    |  |  |       |  |  |                                                  |  |  |                             |  |
|                                                              |                             | Teresa Dudley dei conti di Warwick | Robert Dudley, conte di Warwick    |  |  |       |  |  |                                                  |  |  |                             |  |
|                                                              |                             | Teresa Dudley dei conti di Warwick | Robert Dudley, conte di Warwick    |  |  |       |  |  |                                                  |  |  |                             |  |
|                                                              |                             | Teresa Dudley dei conti di Warwick | Elizabeth Southwell                |  |  |       |  |  |                                                  |  |  |                             |  |
|                                                              |                             | Teresa Dudley dei conti di Warwick |                                    |  |  |       |  |  |                                                  |  |  |                             |  |